# 马列主义毛泽东思想工人机构
马列主义毛泽东思想工人机构（英語：Workers' Institute of Marxism–Leninism–Mao Zedong Thought，1979年以前称作Workers' Institute of Marxism-Leninism-Mao Tsetung Thought）是英国历史上的一个小型主体思想组织，总部位于伦敦布里克斯顿。它在1974年被驱逐出英格兰共产党（马列）后由阿拉万丹·巴拉克里希南（Aravindan Balakrishnan）组建。 许多成员住在最初设在总部的一个公社。在二十世纪八十年代初，在警方突袭后，巴拉克里希南决定将该组织的活动转移到地下。 
巴拉克里希南对他的追随者的控制力加强，公社在几个地址之间移动。该团体于2013年结束于对巴拉克里希南和他的妻子钱德拉（Chandra）的逮捕，涉嫌多次指控，包括强奸、非法监禁和家庭虐待。剩下的三名成员被带到安全地点，包括出生于该教派的凯蒂·摩根-戴维斯。  

## 历史
该党是1974年由阿拉万丹·巴拉克里希南在被驱逐出英格兰共产党（马列）后建立的。 该党从伦敦南部的一块擅自占用的土地开始发布《南伦敦工人公报》 目的是在布里克斯顿建立一个“红色基地”，并鼓励中国人民解放军解放该地。
他们的总部设在布里克斯顿的阿克里，被称为毛泽东纪念中心，于1976年10月开业。该中心是一个公社，共有13人。:141 其他成员住在附近的共同住房。预计会员将分享他们对该组织的收入。
1977年4月，泰晤士报的日记记者报道了该组织的一些有趣的材料，但这个团体引起了更多的关注。 机构声称自己隶属于中国共产党。1977年它发表的一份文件认为，英国人正在朝“革命方向”前进。 该文件称，该组织总部的开放“已将英国法西斯主义政权置于风雨中”。 巴拉克里希南预言解放军在1980年以前将发起对英国的革命入侵。
总部被警方监控。1978年3月，它因涉嫌毒品罪行被突击搜查。没有发现任何毒品，但至少有9人因袭击警察被捕，包括巴拉克里希南。袭击发生后，该中心被关闭。在审判中，那些被起诉的人拒绝接受法院的审判，他们被送入监狱短暂时间。
在他释放后，巴拉克里希南决定将该组织的活动带到地下。1980年，该组织由巴拉克里希南和七名女性追随者组成。:4
该团体住在伦敦南部各地。一家新闻机构在1997年访问了这家集体住宅，这家新闻机构寻求采访，但被拒绝。

### 逮捕和指控
2013年，因奴役和家庭虐待嫌疑，巴拉克里希南和其妻子Chandra被逮捕，标志着该组织的结束。 审判被称为兰贝斯奴隶制案件。逮捕后，剩下的三名女子，凯蒂·摩根-戴维斯（巴拉克里希南的女儿）、艾莎·瓦哈布和乔西·赫维尼被带到安全地点。
2014年12月11日，巴拉克里希南被控犯有若干罪行。而对他的妻子不采取任何法律行动。 案件听证会于2015年11月开始。2015年12月4日，他被发现一系列性侵犯（包括强奸）、虐待儿童和非法监禁。 2016年1月29日，巴拉克里希南被南华克皇冠法庭判处23年有期徒刑。 他因强奸、虐待儿童、性侵犯和非法监禁而被判处有期徒刑。:5

## 批评
史蒂夫·雷纳在他的1979年论文《组织的宗派形式的分类和动态》中认为该组织是千禧年主义者，并且不能进行批判性辩论，他指出“分歧不仅仅是地下活动，而实际上是不认可集体团结的利益和极端平等的意识形态”。:283, 144
不列颠共产党总书记罗伯特·格里菲斯2013年11月表示：“如果说真话，他们更多是精神病学兴趣而不是政治兴趣，他们与今天主流的左翼和共产主义政治一点关系都没有。”

## 组织
1979年，史蒂夫·雷纳宣称这个组织实行民主集中制。